# Mödringbach (Triebenbach)
Der Mödringbach ist ein Zufluss des Triebenbachs, der über die Enns zur Donau entwässert.
Er entspringt im Triebental in der Ortschaft Triebental und bildet ab dem Zusammenfluss mit dem Kettentalbach den Triebenbach.